# 島根県立松江工業高等学校
島根県立松江工業高等学校（しまねけんりつまつえこうぎょうこうとうがっこう, Shimane Prefectural Matsue Technical High School）は、島根県松江市に所在する公立の工業高等学校。通称「松工」（まつこう）。

## 概要
歴史
1907年（明治40年）創立の「松江市立工業学校修道館」を前身とする。県立移管・数回の改称を経て、1948年（昭和23年）の学制改革の際に「島根県立松江工業高等学校」となる。翌1949年（昭和24年）に松江商業高等学校との統合で「島根県立松江産業高等学校工業科」となった後、1953年（昭和28年）に分離し、再び「島根県立松江工業高等学校」となった。2007年（平成19年）に創立100周年を迎えた。
設置課程・学科
全日制課程6学科
- 機械科
- 電子機械科
- 電子科
- 電気科
- 情報技術科
- 建築都市工学科

定時制課程3学科
- 建築科
- 電気科
- 機械科

校訓
「修道創意」- 1985年（昭和60年）に制定。
校章
1953年（昭和28年）に制定。「松江」を表す松葉（3本）、「工業」を表す歯車、「学問・学校」を表すペン先（3本）の絵を組み合わせたものとなっている。校歌3番の冒頭で校章のことが歌われている。なお、工業学校時代は八稜鏡を背景に、中央に「工」の文字を配した校章が、1948年（昭和23年）工業高等学校の発足当初は八稜鏡と松葉を背景に「工高」の文字（縦書き）を配した校章が使用されていた。
校歌
1955年（昭和30年）に制定。作詞は北野慶繁（補修：小林純一）、作曲は松本民之助による。歌詞は3番まであり、各番とも「工業 工業 松江工業 わが校」で終わる。
同窓会
「工窓会」（こうそうかい）と称している。島根県外では東京、近畿、広島、鳥取米子、岡山倉敷、島根県内では石東、木次、安来能義に支部を置いている。
キャラクター
ねこギア

## 沿革
工業学校時代
- 1907年4月 - 松江市南田町に「松江市立工業学校修道館」として創立。
- 1908年4月 - 島根県に移管され、「島根県立工業学校修道館」と改称。
- 1919年8月 - 大正町（現・松江市立中央小学校の敷地）に新校舎が完成し、移転。
- 1929年 - 校訓を制定。
- 1939年4月 - 2年制の夜間機械科を設置（定時制課程の前身）。
- 1940年4月 - 2年制の夜間電気科を新設。
- 1941年4月 - 夜間機械科・電気科の4年制を増設。2年制の夜間建築科を新設。
- 1942年4月 - 2年制の夜間造船科を新設。
- 1944年4月 - 「島根県立松江第一工業学校」に改称。夜間建築科・造船科が4年制に昇格。
- 1946年4月 - 「島根県立松江工業学校」に改称。

新制・工業高等学校
- 1948年4月 - 新制高等学校「島根県立松江工業高等学校」が発足。夜間造船科を廃止し、夜間木材工芸科を設置。
- 1948年8月 - 大正町から古志原の連隊跡（現在地）に移転。
- 1949年4月 - 島根県立松江商業高等学校と統合され、「島根県立松江産業高等学校工業科」となる。
- 1950年4月 - 夜間部を定時制課程に改称。
- 1953年4月 - 島根県立松江産業高等学校が「島根県立松江工業高等学校」（再）と「島根県立松江商業高等学校」の2校に分離する。定時制課程木材工芸科を廃止し、普通科を設置。
- 1955年 - 校歌を制定。
- 1965年6月 - 新校舎が完成。
- 1966年12月 - 屋内体育館が完成。
- 1977年4月 - 定時制課程の電気科と普通科をまとめ、電気・普通科とする。
- 1977年10月 - 創立70周年を記念して「工窓会館」（同窓会館）が完成。
- 1982年4月 - 定時制課程の電気・普通科を分離し、電気科と普通科に戻す。
- 1985年3月 - 校訓「修道創意」を制定。
- 1992年3月 - 造船科を廃止。
- 1996年4月 - 学科改編により、情報技術科・電子機械科の2学科を新設。
- 1997年4月 - 定時制課程の再入生制度を「特別編入生」制度に改称。
- 2005年3月 - 工業化学科を廃止。
- 2008年4月 - 建築科と土木科を統合し、建築都市工学科を新設。
- 2010年3月 - 建築科と土木科を廃止。
- 2010年10月 - 管理棟・教室棟・屋内運動場が完成。
- 2013年3月 - 定時制課程普通科を廃止。
- 2024年３月-情報技術科を情報クリエイター学科と名称変更。
- 2024年３月-電子科と電気科を併合し、電気電子工学科を作成。

## 出来事
2020年4月9日にこの学校に通う女子生徒が新型コロナウイルスに感染したことが確認された。島根県内では初の感染者となった。

## 部活動
体育部
- 硬式野球部
  - 春の選抜、夏の選手権ともに甲子園出場なし。1993年の選手権島根大会では初めて決勝まで進むも松江第一（現在の開星）に敗れて初出場はならなかった。
- 陸上競技部
  - 県下ではフィールド競技（特に投擲競技）に強い。
- バスケットボール部
  - インターハイや国体優勝など古豪と呼ばれる。
- バレーボール部
  - 1960年、1964年、1984年の国体でベスト16。
- ソフトテニス部
  - 県下では強豪校でありインターハイ出場の常連校。
- フェンシング部
  - 県内にフェンシング部があるのは松江工業と安来の2校のみ。
- ハンドボール部

最近では2年連続インターハイ出場など県内ではトップの実力。
県下では常勝校。
- レスリング部
- 卓球部
- 剣道部

- 柔道部
- 弓道部
- 山岳部
- 水泳部
- サッカー部

文化部
- 吹奏楽部
- 美術部
- メディア創造部:2024年度に文芸部、写真部、映画研究部の3つの部活が統合、新設された部活。2024年度 第71回NHK杯全国高校放送コンテスト全国大会出場
- 情報処理部
- 演劇部:2025年度 第71回全国高等学校演劇大会出場
- 模型工作部

- JRC部
- ものつくり部:２０１５年度にロボット研究部から名称を変更。ロボット競技班、ロボット相撲班、ものつくり班(班員おらず)からなる。競技班、相撲班共に全国大会常連。

## 著名な卒業生
- 井川博年（詩人）
- 六子（シンガーソングライター）
- 遊吟（ミュージシャン）
- 青山フォール勝ち（芸人・ネルソンズ）
- 戸川夏也（AV男優）
- 三代大訓 (プロボクサー)
- 曽田陵介（俳優）
- SKRYU（ラッパー）